# Europarecht

Überschneidung von Mitgliedschaften in europäischen Organisationen (Stand: Februar 2025)

Das Europarecht ist das überstaatliche Recht in Europa.
Der Begriff gilt als Abbild „des begrifflichen Daches für mehrere rechtliche Ordnungen (Internationale Organisationen), die vielfältig miteinander verflochten sind“, und „zeitgeschichtlich/politisch ihrerseits – ebenso wie EG/EU – Bestandteil des europäischen Einigungswerkes sind“.
Man unterscheidet zwischen Europarecht im weiteren Sinne und Europarecht im engeren Sinne. Das Europarecht im engeren Sinne bezeichnete traditionell das Gemeinschaftsrecht, also das Recht der Europäischen Gemeinschaften einschließlich der innerstaatlichen Umsetzung; durch die institutionelle Umformung beginnend mit dem Vertrag von Maastricht 1992 wurde es überwiegend in das Recht der Europäischen Union, Unionsrecht genannt, überführt. Daneben verbleibt als Gemeinschaftsrecht noch das Recht der Europäischen Atomgemeinschaft, die mit der EU institutionell verbunden ist. Das Europarecht im weiteren Sinne umfasst darüber hinaus auch das Recht der anderen europäischen internationalen Organisationen.
Es kann, wie der nach Art. 6 EU-Vertrag beabsichtigte Beitritt der EU zur EMRK des Europarates zeigt, keine klare und widerspruchsfreie Trennung zwischen beiden Ordnungen des Europarechts gezogen werden. (Europäische) Integration als „Zustand, Prozeß und Ziel“ ist ein ständiger Veränderung unterworfener, evolutiver Vorgang. Die dem Europarecht zugrunde liegende Regelungsmaterie Europa ist und bleibt vorläufig eine „Baustelle“.

## Europarecht im engeren Sinne
Seit dem Inkrafttreten des Vertrages von Lissabon (1. Dezember 2009) wird das Recht der Europäischen Union als Unionsrecht bezeichnet. Das Recht der mit der EU institutionell verbundenen, rechtlich aber weiterhin eigenständigen Europäischen Atomgemeinschaft steht gleichberechtigt neben dem Unionsrecht.
Das Unionsrecht grenzt sich vom Völkerrecht (und dem dazugehörenden Europarecht im weiteren Sinne) insbesondere durch zwei Eigenarten ab, die sein Verhältnis zum nationalen Recht der Mitgliedstaaten betreffen: seine teilweise unmittelbare Anwendbarkeit in den Mitgliedstaaten ohne nationalen Umsetzungsakt und den Anwendungsvorrang des Unionsrechts vor dem mitgliedstaatlichen Recht. Unionsrecht ist eine supranationale Rechtsordnung eigener Art, die als überstaatliches, aber nicht als gewöhnliches Völkerrecht zu klassifizieren ist. Der korrekte Begriff seit dem Lissabonvertrag ist dementsprechend Unionsrecht, während Gemeinschaftsrecht nur noch historischen Wert hat.
Im Bereich der Gemeinsamen Außen- und Sicherheitspolitik (GASP) gelten diese Aussagen streng genommen nicht. Es ist eher völkerrechtlich organisiert; das zeigt sich insbesondere daran,
- dass Entscheidungen einstimmig getroffen werden,
- dass sich die gefassten Beschlüsse an die Mitgliedstaaten und die Organe der Union, nicht aber unmittelbar an die Bürger richten und
- dass der Gerichtshof der Europäischen Union – vom Fall des Art. 275 Abs. 2 AEUV abgesehen – in diesem Bereich nicht zuständig ist. Es können also weder die Verpflichtungen aus den Beschlüssen im Rahmen der GASP eingeklagt werden noch können Rechtsakte in diesem Gebiet angefochten werden.

Das Europarecht im engeren Sinne besteht aus dem Primärrecht und dem ihm untergeordneten Sekundärrecht; besondere Bedeutung hat daneben die Rechtsprechung des Europäischen Gerichtshofs.

### Primärrecht
Das Primärrecht ist die zentrale Rechtsquelle des Europarechts im engeren Sinne. Es besteht aus den zwischen den Mitgliedstaaten geschlossenen Verträgen (Gründungs-, Revisions- und Beitrittsverträge). Die Mitgliedstaaten haben weiterhin die verfassungsgebende Gewalt und werden daher als „Herren der Verträge“ bezeichnet. Die wichtigsten primärrechtlichen Verträge sind heute der Vertrag über die Europäische Union (EU-Vertrag) und der Vertrag über die Arbeitsweise der Europäischen Union (AEU-Vertrag), auch die Verträge genannt (Art. 1 Abs. 2 S. 1 AEUV).
Daneben gilt auch der Vertrag zur Gründung der Europäischen Atomgemeinschaft (Euratom-Vertrag) noch immer. Auch zum Primärrecht gehören die diesen Verträgen beigefügten Protokolle, die jeweils ganz spezifische Belange regeln. Sie gelten „als Bestandteil der Verträge“ als rechtlich gleichwertig wie EUV-/AEUV-Bestimmungen (Art. 51 EUV).

#### Entwicklung des Primärrechts
Das Primärrecht bestand zunächst aus den 1951 in Paris bzw. 1957 in Rom geschlossenen Gründungsverträgen zur
- Europäischen Gemeinschaft für Kohle und Stahl, zur
- Europäischen Atomgemeinschaft und zur
- Europäischen Wirtschaftsgemeinschaft, deren Organe 1967 durch den sogenannten
- Fusionsvertrag zusammengelegt wurden.

Im Laufe der europäischen Integration wurden diese Verträge mehrfach geändert; die wichtigsten Vertragsänderungen waren:
- die Einheitliche Europäische Akte (1986, in Kraft 1987),
- der Vertrag von Maastricht (1992, in Kraft 1993),
- der Vertrag von Amsterdam (1997, in Kraft 1999),
- der Vertrag von Nizza (2001, in Kraft 2003) und
- der Vertrag von Lissabon (2007, in Kraft 2009)

Die drei Säulen der Europäischen Union

Die grundlegendste Vertragsänderung war die Gründung der Europäischen Union im Vertrag von Maastricht. Die Europäische Union ruhte auf drei Säulen oder Pfeilern. Der erste Pfeiler bestand aus den Europäischen Gemeinschaften: Die Gemeinschaften übten in bestimmten Politikbereichen von den Mitgliedstaaten übertragene Hoheitsrechte aus; daher sprach man hier von supranationalen Bereichen (Politiken). Der zweite und dritte Pfeiler umfasste die Polizeiliche und justizielle Zusammenarbeit in Strafsachen und die Gemeinsame Außen- und Sicherheitspolitik; diese Bereiche sind intergouvernemental organisiert, d. h., in diesen Bereichen übt die Europäische Union keine Hoheitsgewalt aus.
Anders als die Europäischen Gemeinschaften besaß die Europäische Union selbst zunächst keine eigene Rechtspersönlichkeit; diese erlangte sie erst durch den Vertrag von Lissabon, der die Europäische Union mit der Europäischen Gemeinschaft verschmolz, nicht jedoch mit der Europäischen Atomgemeinschaft.

#### Zeittafel
| Unterz. In Kraft Vertrag                    | 1948 Brüsseler Pakt                                               | 1951 1952 Paris                                                   | 1954 1955 Pariser Verträge                      | 1957 1958 Rom                                       | 1965 1967 Fusions- vertrag                          | 1986 1987 Einheitliche Europäische Akte | 1992 1993 Maastricht     | 1992 1993 Maastricht          | 1997 1999 Amsterdam           | 2001 2003 Nizza        | 2001 2003 Nizza | 2007 2009 Lissabon |  |  |  |  |  |  |  |  |  |
|                                             |                                                                   |                                                                   |                                                 |                                                     |                                                     |                                         |                          |                               |                               |                        |                 |                    |  |  |  |  |  |  |  |  |  |
| Europäische Gemeinschaften                  | Europäische Gemeinschaften                                        | Drei Säulen der Europäischen Union                                | Drei Säulen der Europäischen Union              | Drei Säulen der Europäischen Union                  | Drei Säulen der Europäischen Union                  | Drei Säulen der Europäischen Union      |                          |                               |                               |                        |                 |                    |  |  |  |  |  |  |  |  |  |
|                                             | Europäische Atomgemeinschaft (Euratom)                            | Europäische Atomgemeinschaft (Euratom)                            | →                                               |                                                     |                                                     |                                         | ←                        |                               |                               |                        |                 |                    |  |  |  |  |  |  |  |  |  |
|                                             |                                                                   |                                                                   | →                                               | Europäische Gemeinschaft für Kohle und Stahl (EGKS) | Europäische Gemeinschaft für Kohle und Stahl (EGKS) | Vertrag 2002 ausgelaufen                | Vertrag 2002 ausgelaufen |                               | Europäische Union (EU)        | Europäische Union (EU) |                 |                    |  |  |  |  |  |  |  |  |  |
|                                             |                                                                   |                                                                   | →                                               | Europäische Wirtschaftsgemeinschaft (EWG)           | Europäische Wirtschaftsgemeinschaft (EWG)           |                                         | ←                        | Europäische Gemeinschaft (EG) | Europäische Gemeinschaft (EG) | Europäische Union (EU) |                 |                    |  |  |  |  |  |  |  |  |  |
|                                             |                                                                   |                                                                   | →                                               | Justiz und Inneres (JI)                             |                                                     |                                         | ←                        | Europäische Gemeinschaft (EG) | Europäische Gemeinschaft (EG) | Europäische Union (EU) |                 |                    |  |  |  |  |  |  |  |  |  |
|                                             | Polizeiliche und justizielle Zusammenarbeit in Strafsachen (PJZS) | Polizeiliche und justizielle Zusammenarbeit in Strafsachen (PJZS) | →                                               | Justiz und Inneres (JI)                             | ←                                                   |                                         |                          |                               |                               | Europäische Union (EU) |                 |                    |  |  |  |  |  |  |  |  |  |
| Europäische Politische Zusammenarbeit (EPZ) | →                                                                 | Gemeinsame Außen- und Sicherheitspolitik (GASP)                   | Gemeinsame Außen- und Sicherheitspolitik (GASP) | Gemeinsame Außen- und Sicherheitspolitik (GASP)     | ←                                                   |                                         |                          |                               |                               | Europäische Union (EU) |                 |                    |  |  |  |  |  |  |  |  |  |
| Westunion (WU)                              | Westunion (WU)                                                    | Westeuropäische Union (WEU)                                       | Westeuropäische Union (WEU)                     | Westeuropäische Union (WEU)                         | Westeuropäische Union (WEU)                         |                                         |                          |                               |                               | Europäische Union (EU) |                 |                    |  |  |  |  |  |  |  |  |  |
| Westunion (WU)                              | Westunion (WU)                                                    | Westeuropäische Union (WEU)                                       | Westeuropäische Union (WEU)                     | Westeuropäische Union (WEU)                         | Westeuropäische Union (WEU)                         | aufgelöst zum 1. Juli 2011              |                          |                               |                               |                        |                 |                    |  |  |  |  |  |  |  |  |  |
|                                             |                                                                   |                                                                   |                                                 |                                                     |                                                     |                                         |                          |                               |                               |                        |                 |                    |  |  |  |  |  |  |  |  |  |

#### Inhalt des Primärrechts
Das Primärrecht enthält die grundlegenden Regelungen über die Funktionsweise der Europäischen Union. Der Europäische Gerichtshof sprach wegen der funktionellen Ähnlichkeit des Primärrechts mit nationalen Verfassungen wiederholt auch von der „Verfassungsurkunde der Gemeinschaft“.
Die Wirtschaftsverfassung
Die Wirtschaftsverfassung ist auf die Herstellung des Europäischen Binnenmarktes ausgerichtet: Die Grundfreiheiten (Freiheit des Waren-, Dienstleistungs-, Personen- und Kapitalverkehrs) sollen die staatsübergreifende marktwirtschaftliche Betätigung vor Beschränkungen schützen; für einzelne Sachgebiete (insbesondere die Agrarpolitik, den Verkehrsbereich und die Energieversorgung) gibt es Sonderregelungen, die der traditionell starken Regulierung dieser Bereiche durch die Mitgliedstaaten Rechnung tragen.
Der AEU-Vertrag enthält zusätzlich wichtige Regelungen zum Wettbewerbsrecht: Der Kommission werden Kontrollrechte im Bereich des Wettbewerbsrechts im engeren Sinne, im Kartellrecht sowie im Beihilferecht zugesprochen.
Einen dritten Bereich der europäischen Wirtschaftsverfassung bilden die Bestimmungen über die Wirtschafts- und Währungsunion. Zur Herstellung der Währungsunion wurden Konvergenzkriterien aufgestellt, die fortlaufend überprüft werden. Die Wirtschaftsunion äußert sich zudem in den Bestimmungen über die Regional- und Strukturpolitik der Gemeinschaft, deren Fonds zur wirtschaftlichen und sozialen Kohärenz der Mitgliedstaaten beitragen sollen.
Die Kompetenzordnung
Die Kompetenzordnung der Europäischen Union weist gegenüber dem Nationalstaat Besonderheiten auf: Der Gemeinschaft fehlt eine umfassende Hoheitsgewalt; es gilt das „Prinzip der begrenzten Einzelermächtigung“ (Art. 5 Abs. 2 EU-Vertrag). Dennoch sind einige Kompetenzen – insbesondere die Rechtsangleichungskompetenzen (Art. 114 und 115 AEUV) und die Abrundungskompetenz (Art. 352 AEUV) – sehr weit gefasst. Mit dem Vertrag von Maastricht wurde daher das Subsidiaritätsprinzip eingeführt: aufgrund des Subsidiaritätsprinzips darf nunmehr die Europäische Union nur tätig werden, wenn eine einheitliche Regelung erforderlich ist und gemeinsam die geplanten Ziele besser erreicht werden können (Art. 5 Abs. 3 EU-Vertrag).
Die Kompetenzen der Gemeinschaft, die nunmehr Kompetenzen der Union sind, wurden im Laufe der europäischen Integration, beginnend mit der Einheitlichen Europäischen Akte (EEA), zunehmend ergänzt. Beispiele für neu eingeführte Kompetenzen zum 1. Juli 1986 (EEA) sind die Forschungs- und Entwicklungspolitik, die Politik des wirtschaftlichen, sozialen und territorialen Zusammenhalts, die Umweltpolitik und die Kulturpolitik. Die nachfolgenden Revisionsverträge (Maastricht, Amsterdam, Nizza und zuletzt Lissabon) haben diese Kompetenzen durch Hinzunahme weiterer Politiken ständig ausgebaut.
Die institutionellen Bestimmungen
Die institutionellen Bestimmungen (Art. 223 ff. AEUV) regeln die Funktionsweise der EU-Organe. Während die Kompetenznormen die Kompetenzen der Europäischen Union festlegen (sog. Verbandskompetenz), regeln die institutionellen Bestimmungen die Zuständigkeitsverteilung der Organe bei der Ausübung dieser Kompetenzen (sog. Organkompetenz); zusammen regeln sie also das Rechtsetzungsverfahren.
Die Außenbeziehungen
Die Regelungen über Außenbeziehungen betreffen zum einen die Außenhandelsbeziehungen und zum anderen die sonstige Außenpolitik. Jene fällt in die Zuständigkeit der Gemeinschaft (Art. 207, 216 ff. AEUV); diese ist Teil der Vorschriften des EU-Vertrags (Art. 11 ff. EU-Vertrag).
Im Rahmen der Gemeinsamen Handelspolitik ist insbesondere das Verhältnis des Europarechts zur GATT unklar.
Sonstige Inhalte des Primärrechts
Von Bedeutung sind außerdem die Bestimmungen über die Unionsbürgerschaft, die Bestimmungen zum Raum der Freiheit, der Sicherheit und des Rechts und die Bestimmungen über Vertragsänderungen (Art. 48 EU) und Beitritte neuer Mitgliedstaaten (Art. 49 EU).
Erwähnenswert ist darüber hinaus, dass der AEU-Vertrag zahlreiche Rechte des Einzelnen enthält, so die Vorschriften über die Unionsbürgerschaft und die Grundfreiheiten (die letzteren als Teil der Vorschriften des AEU-Vertrags über den Europäischen Binnenmarkt).

#### Ungeschriebenes Primärrecht
Zum Primärrecht wird meist auch das ungeschriebene Europarecht gezählt (wenn auch der genaue Rang dieser ungeschriebenen Normen unklar ist). Das ungeschriebene Primärrecht besteht insbesondere aus den sogenannten allgemeinen Rechtsgrundsätzen des Gemeinschafts- bzw. Unionsrechts, die der Europäische Gerichtshof in richterlicher Rechtsfortbildung geschaffen hat und zu denen die im Europarecht anerkannten Grundrechte und allgemeine rechtsstaatliche Grundsätze gehören. Als seltene Form des ungeschriebenen Primärrechts gilt das EU-Gewohnheitsrecht. Umstritten ist, ob allgemeine Grundsätze des Völkerrechts als Rechtsquelle des Europarechts eingestuft werden können.
Aufgrund der Bedeutung des ungeschriebenen Primärrechts ist die Rolle des Europäischen Gerichtshofs für die Entwicklung des Europarechts kaum zu unterschätzen. Formell gesehen ist er in oberster Instanz zuständig für die Überprüfung von Rechtsakten des Sekundärrechts am Primärrecht und die Überprüfung des Rechts der einzelnen Mitgliedstaaten am Europarecht (Primär- und Sekundärrecht). Verfahren können insbesondere von den Organen der Europäischen Union, den Mitgliedstaaten, den Gerichten der Mitgliedstaaten oder Einzelpersonen eingeleitet werden.
Der Europäische Gerichtshof hat sich bei der Erfüllung dieser Aufgabe in vielen Fällen aber nicht auf eine Auslegung des Primärrechts beschränkt, sondern im Wege richterlicher Rechtsfortbildung einen wesentlichen Beitrag zur Rechtsordnung der Europäischen Gemeinschaften geleistet. Als Beispiele mögen die Rechtsprechung zur gemeinschaftlichen Rechtsordnung als Rechtsordnung sui generis (van Gend & Loos), zum Vorrang des Unionsrechts vor nationalem Recht (Costa/ENEL) und zur Entwicklung gemeinschaftlicher Grundrechte (Stauder) gelten. Diese und andere Fälle üben maßgeblichen Einfluss auf die Eigenart des Europarechts aus. Diese große Bedeutung der Rechtsprechung rechtfertigt es, zumindest in gewissen Bereichen von einer Case-law-Rechtsordnung zu sprechen.
Einige in der Rechtsprechung entwickelte Grundsätze haben bei späteren Vertragsänderungen Eingang in das kodifizierte Primärrecht gefunden. So wurden etwa die vom Europarecht anerkannten Grundrechte inzwischen in der EU-Grundrechtecharta verschriftlicht und mit dem Vertrag von Lissabon über Art. 6 Abs. 1 EU-Vertrag in das Primärrecht aufgenommen.

### Sekundärrecht
Das Sekundärrecht (vom Primärrecht abgeleitetes Recht) sind die auf Grundlage des Primärrechts von den Organen der Europäischen Union oder der Europäischen Atomgemeinschaft erlassenen Rechtsakte.
Das Sekundärrecht darf nicht gegen das Primärrecht verstoßen. Bei einem Verstoß gegen das Primärrecht kann der Europäische Gerichtshof das Sekundärrecht für nichtig erklären.
Art. 288 AEUV sieht folgende Rechtsakte vor:
- Verordnung (allgemeine Regelung mit unmittelbarer innerstaatlicher Geltung; entspräche im staatlichen Recht einem Gesetz)
- Richtlinie (allgemeine Regelung, die von den Mitgliedstaaten innerhalb einer bestimmten Frist in staatliches Recht umzusetzen ist; sie ist hinsichtlich des Zieles verbindlich, überlässt den Mitgliedstaaten jedoch die Wahl der Form und der Mittel)
- Beschlüsse (verbindliche Regelung im Einzelfall; eine Entscheidung ist nur für die darin bezeichneten Adressaten verbindlich; entspräche im staatlichen Recht einem Verwaltungsakt)
- Empfehlungen und Stellungnahmen (rechtlich nicht verbindlich)

Für diese Rechtsakte sind bestimmte Verfahren der Rechtsetzung als Regelverfahren festgelegt; vielfach weichen jedoch die Vorschriften für einzelne Politikbereiche von diesen Regelverfahren ab. Der überwiegende Anteil der Rechtsakte wird im Rahmen der Komitologie umgesetzt.
Zu den einzelnen Verfahrensarten siehe: Rechtsetzung der Europäischen Union
Nicht in Art. 288 AEUV genannte Rechtsakte sind von der Union geschlossene völkerrechtliche Verträge und sog. unspezifische Beschlüsse.

### Vollzug des EU-Rechts
Es werden der direkte und der indirekte Vollzug unterschieden. Im direkten Vollzug vollzieht die EU das EU-Recht, im indirekten vollziehen es die Mitgliedsstaaten oder ein Mitgliedsstaat. Der indirekte Vollzug ist der Regelfall.

## Europarecht im weiteren Sinne

Vollmitgliedschaften in verschiedenen europäischen Institutionen und Verbünden, darunter OSZE, EAPR, Europa als Kontinent, der Europarat, SEPA, NATO, EWR, das Zollgebiet der Union, EU, PESCO, das Schengener Abkommen, der Euro (Deutschland ist Teil all dieser), SEECP, EFTA, das Schweizer Zollgebiet, CEFTA, GUAM, GUS, OVKS, SOZ, EAWG und die Russisch-Belarussische Union

Das Europarecht im weiteren Sinne schließt – neben dem Europarecht im engeren Sinne – auch das Recht anderer europäischer Organisationen mit ein. Zu nennen sind vor allem der Europarat mit der Europäischen Menschenrechtskonvention und die EFTA. Weitere europarechtliche Abkommen und Organisationen sind:
- die Europäische Sozialcharta
- die Europäische Menschenrechtskonvention (mit dem der Europäische Gerichtshof für Menschenrechte eingerichtet wurde)
- der Europäische Wirtschaftsraum (EWR)
- das Übereinkommen über die gerichtliche Zuständigkeit und die Vollstreckung gerichtlicher Entscheidungen in Zivil- und Handelssachen (LugÜ)
- das Europäische Übereinkommen über die Arbeit des im internationalen Straßenverkehr beschäftigten Fahrpersonals (AETR)
- das Schengener Durchführungsübereinkommen (vor seiner Einbeziehung in EU-Recht mit dem Vertrag von Amsterdam)
- die Organisation für Sicherheit und Zusammenarbeit in Europa (OSZE)
- die Organisation für wirtschaftliche Zusammenarbeit und Entwicklung (OECD)
- die Westeuropäische Union (bis zu ihrer Auflösung 2010)

Diese Abkommen sind völkerrechtliche Verträge zwischen den teilnehmenden Staaten. Ihr Recht berechtigt und verpflichtet daher nur die Staaten selbst, erzeugt aber aus sich heraus keine unmittelbare Rechtswirkung innerhalb der innerstaatlichen Rechtsordnungen; dazu bedarf es einer innerstaatlichen (verfassungsrechtlichen) Geltungsnorm (zum Beispiel Art. 93 der niederländischen Verfassung) oder eines staatlichen Umsetzungsaktes. Damit unterscheiden sie sich vom Europarecht im engeren Sinne, das nach dem Grundsatz des Anwendungsvorrangs des Unionsrechts auch ohne mitgliedstaatlichen Umsetzungsakt unmittelbare Anwendung finden kann (so EU-Verordnungen und unter Umständen auch EU-Richtlinien).
Zwischen den im weiteren Sinne europarechtlichen Abkommen und dem Europarecht im engeren Sinne gibt es zahlreiche Schnittstellen. Beispielsweise werden die Europäische Kommission und der Europäische Gerichtshof auch im Rahmen des EWR-Abkommen tätig. Der Europäische Gerichtshof greift für die Gewinnung von Grundrechten auf die Bestimmungen der Europäischen Menschenrechtskonvention zurück; der Vertrag von Lissabon sieht (daher) den Beitritt der Europäischen Union zur Europäischen Menschenrechtskonvention vor (Art. 6 Abs. 2 des Vertrags über die Europäische Union).

## Ausbildung im EU-Recht
An zahlreichen Universitäten kann Europarecht (teils in der Kombination Europa- und Völkerrecht) als Wahlfach im ersten juristischen Staatsexamen gewählt werden. Bisher ist es in Deutschland nur für Studenten der Europa-Universität Viadrina und des Programms „Europäischer Jurist“ der Humboldt-Universität zu Berlin vorgesehen, eine Pflichtklausur im Europarecht im ersten juristischen Staatsexamen abzulegen. Einige Universitäten bieten zudem Begleitstudiengänge zum Europajuristen bzw. Europarechtsökonomen und Aufbaustudiengänge zum Magister des Europäischen Rechts an.